# Upon This Rock
Upon This Rock es el decimosegundo episodio de la cuarta temporada (redemption) de la serie de televisión estadounidense de drama y ciencia ficción: Héroes. El episodio se estrenó el 2 de enero de 2010, el título del episodio es una referencia al versículo bíblico del libro de Mateo 7:24 Cualquiera, pues, que me oye estas palabras, y las hace, le compararé a un hombre prudente, que edificó su casa sobre la roca.

## Trama
En el carnaval, Claire Bennet se encuentra ayudando a limpiar el carnaval, sin embargo cuando ella le confirma a Samuel que solo se quedara hasta el fin de semana. Samuel dispuesto a no dejarla ir le ordena a Eli para que se asegure de que no se vaya. Más tarde durante el almuerzo Claire se entera por boca de Lydia que Samuel está obsesionándose con traer nuevos miembros al carnaval, ocasionando que ella intente confirmarlo con el mismo Samuel. Lamentablemente en su lugar encuentra a Eli y a sus clones los cuales se encuentran custodiando el remolque de Samuel. No obstante Claire se las arregla para engañar a Eli y noquearlo. Claire llega hasta el remolque de Samuel en donde descubre varios expedientes de varios humanos evolucionados y justo antes de que Claire pueda seguir husmeando es detenida por Eric Doyle el cual por respeto a Samuel y dispuesto a evitar que su familia se destruida, usa sus poderes para detener a Claire y le aconseja que busque la verdad con Lydia. Claire intenta cumplir pero ella recuerda acerca de Joseph y descubre que Samuel mató a Joseph. De la nada aparecen los clones de Eli y la raptan.
A la mañana siguiente Claire sorprendentemente es soltada por Samuel el cual le explica que mató a Joseph en un acto de defensa propia. Claire sorprendida por la ética de Samuel, deja el carnaval.  
Por otra parte Samuel después de recordar sus intentos pasados por impresionar a una niña llamada Vanessa, Samuel se prepara para visitar a un futuro miembro del carnaval. Más tarde se revela que se trata de Emma Coolidge. Usando sus conocimientos para comunicarse con los sordos y algo de su idioma normal se las arregla para revelarle a Emma que él le envió el violín y persuadirla de usar sus poderes. Consiguiendo que Emma manifieste una nueva etapa de su poder: el canto de la sirena (capacidad para atraer a las personas a través de la música).
Hiro tras sobrevivir a su anterior confrontamiento contra Samuel, regresa a la ciudad de Tokio. Desgraciadamente el tumor de Hiro acaba con la sensatez y lógica de Hiro, hasta el punto en el que se creé varios personajes ficticios y confunde al mundo real con el de novelas gráficas y películas de ciencia ficción. Una vez que Kimiko y Ando encuentran a Hiro, este último desesperado intenta comunicarse con su amigo a quien llama Sancho Panza hablándole sobre la cámara de los peligros de los X-men, Ando inmediatamente descubre que se trata de los cómics de 9th Wonders! (Probablemente para saber lo que deben hacer) y decide ayudar a su amigo aun en contra de los deseos de su prometida.  En la habitación de Hiro, el dúo encuentran los cómics donde descubren una nueva pista: llegar hasta un lugar llamado Arkham.
El funeral de Nathan es realizado, Peter se prepara y da un discurso, hablando de cómo Nathan le enseñó todas las cosas que un padre debe enseñar. Alegando que Nathan fue severo con el propósito de prepararlo para enfrentar el mundo real. Peter finaliza al besar el ataúd de Nathan. Los marineros disparan sus armas y un comandante de la Armada por órdenes de Angela iza la bandera americana. Cuatro aviones de combate pasan y en su vuelo uno de ellos se separa (este acto significa la formación de un hombre caído).

## Curiosidades
- Arkham es el nombre del hospital psiquiátrico en donde Mohinder esta preso sin embargo también es el nombre de una ciudad recurrente en las obras de Lovecraft. En otros medios también ha sido usado dicho nombre, destacando el Asilo Arkham, hospital psiquiátrico donde estuvo encerrado Joker, archienemigo de Batman.
- La primera narración de este episodio es similar a la última narración del episodio Four months ago....